# Диас, Исмаэль (панамский футболист)
Исмаэ́ль Ди́ас де Лео́н (исп. Ismael Díaz De Leon; род. 12 мая 1997, Панама) — панамский футболист, полузащитник клуба «Универсидад Католика» (Кито) и сборной Панамы. Участник чемпионата мира 2018 года.

## Клубная карьера
Диас — воспитанник клуба «Тауро». 2 сентября 2012 года в матче против «Альянсы» он дебютировал в чемпионате Панамы. В этом же поединке он забил свой первый гол за Тауро. 19 сентября в матче Лиги чемпионов КОНКАКАФ против американского «Реал Солт-Лейк» Исмаэль дебютировал на международном уровне.
Летом 2015 года Диас перешёл в португальский «Порту». Из-за высокой конкуренции он начал выступление за дублирующую команду «драконов». 22 августа в матче против «Ориентал» Исмаэль дебютировал в Сегунда лига. 30 сентября в поединке против «Варзима» он забил свой первый гол за дублёров. 20 января 2016 года в матче Кубка Португалии против «Фамаликана» Диас дебютировал за основной состав «Порту», заменив во втором тайме Андре Силву.
В 2017 году Диас на постоянной основе перешёл в испанский «Депортиво Ла-Корунья», где начал выступать за дубль.

## Международная карьера
В 2013 году Диас завоевал серебряные медали на домашнем юношеском чемпионате КОНКАКАФ. На турнире он сыграл в матчах против команд Тринидада и Тобаго, Канады, Мексики, Ямайки и Барбадоса. В ворота тринидадцев и канадцев Исмаэль забил три мяча.
В том же году он принял участие в юношеском чемпионате мира в ОАЭ. На турнире Диас сыграл в матчах против сборных Узбекистана, Хорватии и Марокко.
В 2015 году Диас был включён в заявку молодёжной сборной Панамы на участие в молодёжном чемпионате КОНКАКАФ на Ямайке. На турнире он сыграл в матчах против команд Мексики, Арубы, США, Ямайки, Тринидада и Тобаго и Гватемалы. В поединках против гватемальцев, ямайцев и арубцев Исмаэль забил четыре мяча. По итогам соревнований он завоевал серебряную медаль. Летом того же года Диас принял участие в молодёжном чемпионате мира в Новой Зеландии. На турнире он сыграл в матчах против команд Аргентины, Австрии и Ганы.
21 августа 2014 года в товарищеском матче против сборной Кубы Диас дебютировал за сборную Панамы. В этом же поединке он забил свой первый гол за национальную команду.
В 2017 году Диас принял участие в Золотом кубке КОНКАКАФ. На турнире он сыграл в матчах против команд США, Мартиники и Никарагуа. В поединке против никарагуанцев Исмаэль забил гол.
В 2018 году Диас принял участие в чемпионате мира в России. На турнире он сыграл в матче против команды Бельгии.

### Голы за сборную Панамы
| #   | Дата            | Место                              | Противник | Счёт | Результат | Соревнование                |
| --- | --------------- | ---------------------------------- | --------- | ---- | --------- | --------------------------- |
| 01. | 21 августа 2014 | Роммель Фернандес, Панама, Панама  | Куба      | 4:0  | 4:0       | Товарищеский матч           |
| 02. | 13 июля 2017    | Рэймонд Джеймс Стэдиум, Тампа, США | Никарагуа | 1:1  | 2:1       | Золотой кубок КОНКАКАФ 2017 |

## Достижения
Панама (до 17)
- Чемпионат КОНКАКАФ среди юношеских команд — 2013

Панама (до 20)
- Чемпионат КОНКАКАФ среди молодёжных команд — 2015